# Hotel garni

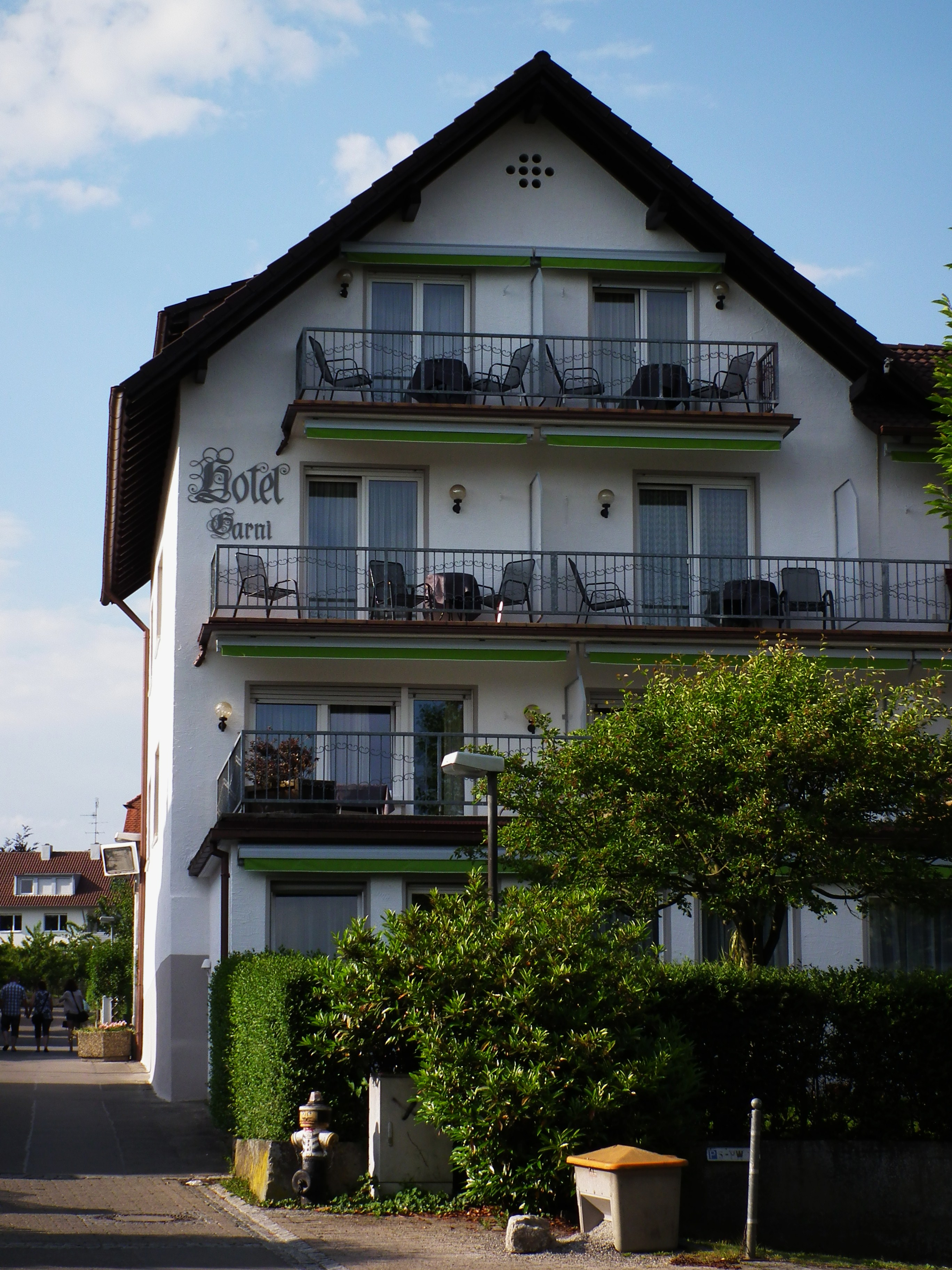
Ein Hotel garni in Hagnau am Bodensee

Ein Hotel garni ist ein Hotel ohne Restaurant, das neben der Beherbergung höchstens Getränke und kleine Speisen oder Frühstück anbietet.
Hotels garnis werden meistens privat geführt und haben in der Regel weniger Zimmer als Hotelketten. In der Regel gibt es keine nachts durchgängig geöffnete Rezeption, also keinen Nachtportier.
Der Begriff Hotel garni entstammt dem Französischen und bedeutet wörtlich „(mit Mobiliar) ausgestattete Unterkunft“. Der Betrieb eines Garni war in der Stadtregion Paris zu Beginn des 20. Jahrhunderts bei der Polizeipräfektur anzumelden und unterlag Regulierungen zu Belegung und Sauberkeit. Eine deutschsprachige Bezeichnung war Kosthalterei, die sogenannte Kostgänger versorgte. 1915 waren bei der Stadt Zürich rund 250 Haushalte als Kosthaltereien angemeldet.